# 2000 în literatură
- 1999 în literatură — 2000 în literatură — 2001 în literatură

Anul 2000 în literatură a implicat o serie de evenimente și cărți noi semnificative.

## Cărți noi
- Karmakongen – Karmakongen - (roman pentru tineret) de scriitorul norvegian Harald Rosenløw Eeg

## Decese
- 26 ianuarie - A. E. van Vogt, autor de științifico-fantastic
- 31 ianuarie - Gil Kane, scriitor de comic book
- 12 februarie - Charles M. Schulz, 77 ani
- 28 martie - Anthony Powell, romancier britanic
- 13 august - Giorgio Bassani, 84 ani, scriitor italian (The Garden of the Finzi-Continis)
- 25 august - Carl Barks, 99 ani, ilustrator al Donald Duck
- 7 septembrie - Malcolm Bradbury, 68 ani, romancier britanic și critic (The History Man)
- 30 octombrie - Steve Allen, comic, compozitor, gazdă talk show, autor
- 2 noiembrie - Robert Cormier, 75 ani, autor de științifico-fantastic pentru tineri adulți
- 6 noiembrie - L. Sprague de Camp, 92 ani, autor american de științifico-fantastic & fantasy

## Premii
- Medalia Premiului NobelPremiul Nobel pentru Literatură — Gao Xingjian
- Norvegia - Premiul pentru literatură al Colecției Lingvistice — Harald Rosenløw Eeg